# Hints Elek (orvos, 1893–1966)
Ifj. farkaslaki Hints Elek (Marosvásárhely, 1893. február 7. – Budapest, Ferencváros, 1966. július 21.) magyar orvos, orvostörténész, egyetemi tanár, idősebb Hints Elek fia.

## Családja
Családja Farkaslakáról származik innen a farkaslaki előnév. A felmenő ági rokonsága több világhírességet adott, közülük kiemelkedik Bolyai János és Bolyai Farkas, akikkel a Benkő család révén voltak rokonságban. Farkaslaki Hints Teréz volt az édesanyja Tauffer Vilmos szülész, nőgyógyász professzornak, a modern hazai nőgyógyászat megteremtőjének. Édesapja, id. Hints Elek (1861–1919), aki szintén orvos volt és 1902-től haláláig a marosvásárhelyi kórház sebész és szemész főorvosa, 1913-tól igazgatója volt. Édesanyja Márk Etelka.

## Életpályája
A gimnáziumot és az érettségit szülővárosában tette le, végig jeles eredménnyel. Azután a kolozsvári egyetem orvostudományi karán kezdte meg tanulmányait. Később Bázelben is elvégzett két félévet. 1914 és 1918 között harctéri szolgálatot teljesített. Lucknál gránátsebesülést szenvedett, a budapesti Szent István Kórházban épült föl. 1916 januárja után a Vöröskereszt hadikórházához került, ahol 1918-ig teljesített szolgálatot. A háború után, 1920-ban Budapesten megszerezte az orvosi oklevelét.
1920. szeptember 1-jétől 1921 februárjáig ismét a Vöröskereszt hadikórházban dolgozott, majd 1923 szeptemberéig Szegeden dolgozott a Vidakovits-klinikán mint egyetemi tanársegéd. Itt szerezte meg a sebészműtői oklevelet. 1923–1925 között Budapesten dolgozott a Szülészeti és Nőgyógyászati II. számú klinikán mint tanársegéd. 1926-ban tette le a nőgyógyászati szakorvosi vizsgát. Kivételes klinikusi képességeire tekintettel 1928 januárjától a gyulai kórház szülészeti-nőgyógyászati osztályának vezetésével bízták meg.
Tóth István professzor és a Stefánia Szövetség meghívására 1929 májusában Budapesten a X. kerületben szülészeti és nőgyógyászati főorvos lett, és közben kinevezték Pest-Pilis-Solt-Kiskun vármegye szülészeti felügyelő főorvosává, valamint Komárom és Esztergom megye, Bars, Hont, Pozsony és Nyitra megye kerületi főorvosának is. Ebben a minőségben végezte a bábák, orvosok, kórházak szülészeti viszonyainak az ellenőrzését, a bábák továbbképzését. Kidolgozta az ország szülészeti és bábaügy rendezését, a Szülészeti Törvény javaslat tervezetét.
1936-ban az Országos Közegészségügyi Tanács tagjává nevezték ki, a szociális kérdéseket taglaló és törvényjavaslatokat tárgyaló bizottságba. 1939-ben a Szülészeti kórtan és gyógytan című tárgykörből magántanárrá nevezték ki. 1945-től nyugdíjazásáig a Budapesti X. kerületi Gizella Szülőotthon igazgatója volt. 1959-ben nyugdíjba vonult.

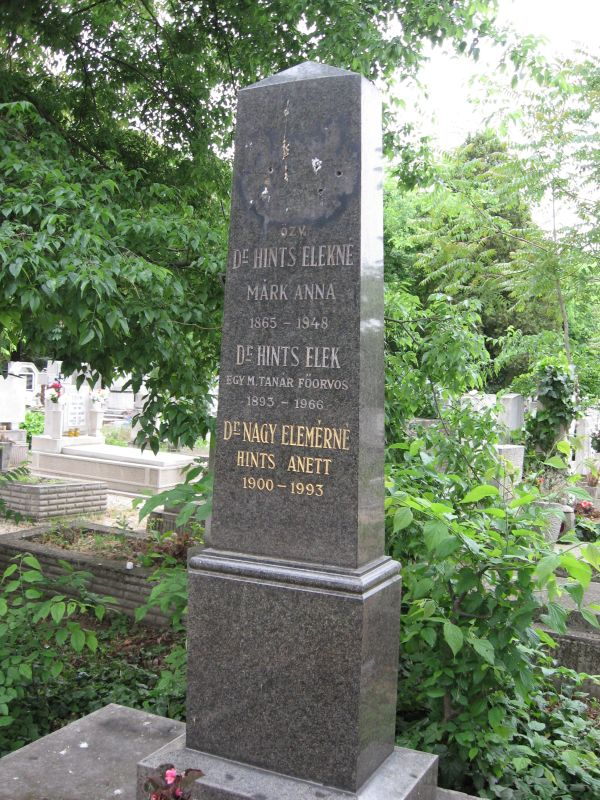
Hints Elek és családjának sírja Budapesten. Új köztemető: 49/1-97/98

Budapesten 1966. július 21-én hunyt el, szívtrombózisban. A Rákoskeresztúri Új Köztemetőben nyugszik (49-es parcella, 0 szakasz, 1 sor, 97 / 98 sír, 2005.-től A kategóriájú védett sír – GPS: é. sz. 47° 28′ 12″, k. h. 19° 11′ 02″47.470000°N 19.183783°E).

## Publikációi
- Az embernek, környezetének és a kórokozóknak kialakulása. / HINTS Elek. – Budapest: Eggenberger, 1939
- Átöröklés a Bolyaiaknál. / Hints Elek. – Budapest: Stephaneum, 1940
- A szülészeti törvényjavaslat tervezete. A pestmegyei szülészeti viszonyok rendezése. / Hints Elek. Budapest: Szerzői kiadás, 1936
- Az őskori és ókori orvostudomány. / Hints Elek. – Budapest: Rényi, 1939 – (Az orvostudomány fejlődése...1. kötet)
- A középkori orvostudomány. / Hints Elek. – Budapest: Rényi, 1939 – (Az orvostudomány fejlődése... 2. kötet
- A magyar szülészet fejlődése a szülészeti rendtartás adatainak tükrében. / Hints Elek, Hirschler Imre, Margitay-Becht Dénes. – Budapest: Athenaeum, 1951 (Klny. az OH 1951. / 3. számából)
- Magyarország 1931. évi szülései és a velük kapcsolatos magzati halálozások. / Hints Elek. – Budapest: Kir. Magy. Egyet. Ny., 1932 – (Klny. Orvosképzés 1932 / Tóth-különfüzet)
- A szülészeti rendtartás reformtörekvései a nemzetvédelemben. / Hints Elek. – Budapest: Pápai ny., 1935 – (Klny. a Budapesti Orvosi Újság 1935 / 14.)
- Mit kell tudni a nőknek a terhességről és a szülésről. / Hints Elek. – Kalocsa: Árpád könyvnyomda, 1936
- A Bólyaiak exhumált földi maradványai. / Hints Elek. – Budapest: é.n. (Az Országos Orvostörténeti Könyvtár Közleményei.)[3]
- Semmelweis felfedezésének sorsa. / Hints Elek. – Budapest: 1940. (MONE Orvostársadalmi Szemle, 1940. / 8.) Klny.
- A Szülészeti Rendtartás reformtörekvései a nemzetvédelemben. / HINTS Elek. – Budapest: 1935. – (Budapesti Orvosi Újság, 1935, 33, 14.) Klny.
- Tauffer Vilmos (1851-1934). / Hints Elek. – Budapest: 1935. – (MONE Orvostársadalmi Szemle, 1935, 12, 1.) Klny.
- Semmelweis irodalom. Összeállította: Hints Elek. – Budapest: ny. é.n.
- Margitay-Becht Dénes, Hints Elek, Hirschler Imre: A magyar szülészet fejlődése a szülészeti rendtartás adatainak tükrében. (Klny. Orvosi Hetilap 1951. 3. sz.)
- A középkor orvostudománya; sajtó alá rend. Sebestyén Mihály; 2. jav. kiad.; Mentor–Studium Prospero Alapítvány, Marosvásárhely, 2018